# ماري هال
ماري هال (بالإنجليزية: Mary Hall)‏ هي سفرجات ومحامية وكاتِبة وشاعرة أمريكية، ولدت في 16 أغسطس 1843 في مارلبورو في الولايات المتحدة، وتوفيت في 15 نوفمبر 1927.